# ۱۴ (عدد)
۱۴ (چهارده) یک عدد طبیعی است که بعد از ۱۳ و قبل از ۱۵ قرار دارد.
این عدد زوج است.

## زبان شناسی
این واژه در زبان پارسی از ترکیب "چهار+ از + ده " تشکیل شده که طی تغییرات زبانی، تبدیل به "چهارده" شده‌است. مانند دوازده که از ترکیب "دو + از + ده" تشکیل شده‌است.

### شیمی
- عدد اتمی سیلیسیم
- بیشترین تعداد الکترونی که یک زیرلایه f می‌تواند داشته باشد
- چهارده شبکه بلوری براوه